# アセトン-ブタノール-エタノール発酵
アセトン-ブタノール-エタノール発酵(英: Acetone–butanol–ethanol (ABE) fermentation)とは、デンプンからアセトン、n-ブタノール、エタノールを合成する発酵プロセスである。化学者のハイム・ヴァイツマン(英: Chaim Weizmann)によって開発され、第一次世界大戦中、コルダイトの生産などに用いられたアセトンの主要な生産プロセスであった。このプロセスは、ワインやビールあるいは燃料を生産するための酵母の糖発酵プロセスと同様に、嫌気的であり無酸素系で行われる。このプロセスはアセトン、n-ブタノール、エタノールを3：6：1で生産する。

## アセトン-ブタノール-エタノール生産菌

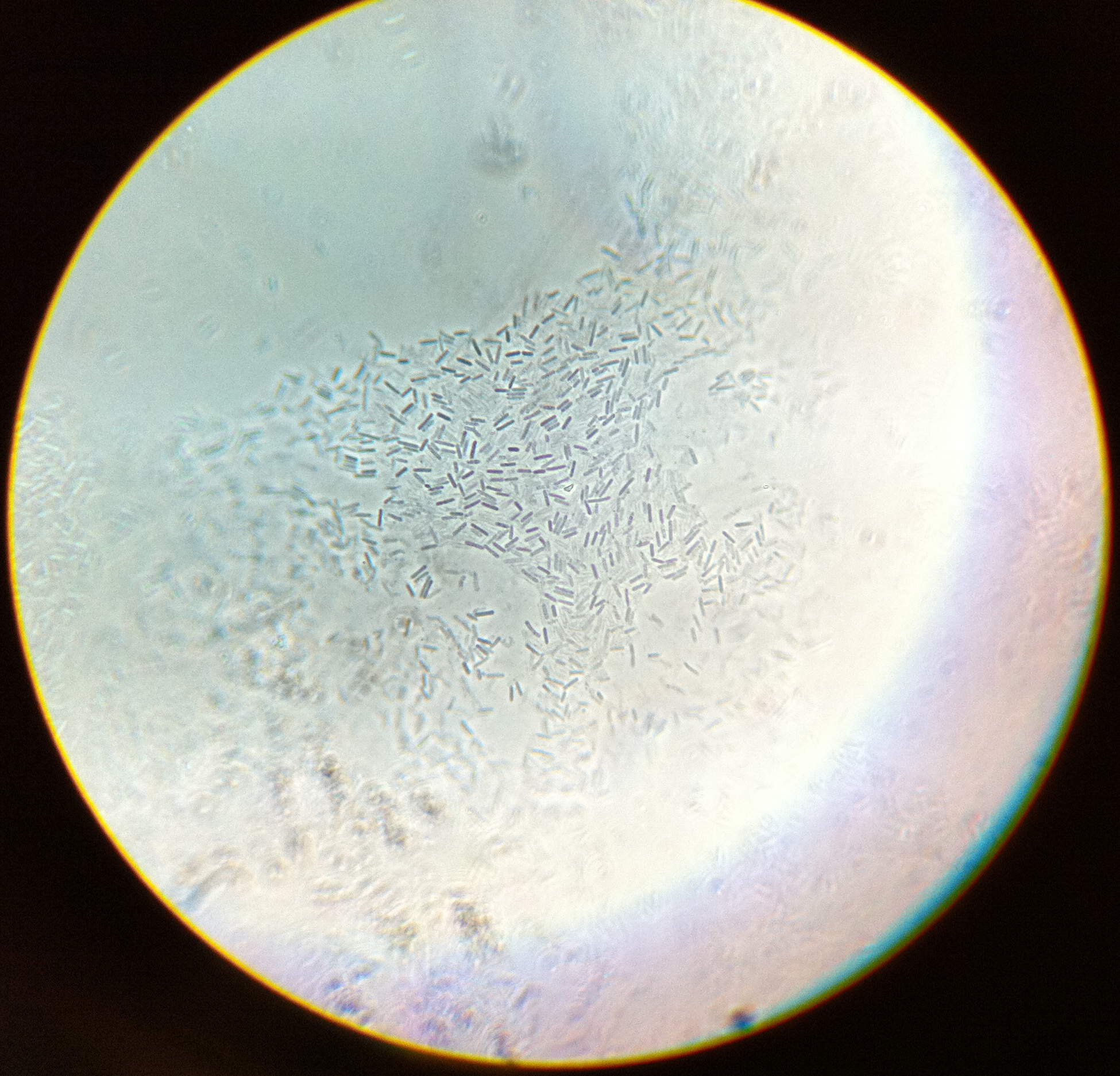
クロストリジウム・アセトブチリクム

工業的ABE発酵に用いられる菌株は偏性嫌気性のクロストリジウム（Clostridium）属のクロストリジウム・アセトブチリクム、C. beijerinckii、C. saccharoperbutylacetonicum、C. saccharobutylicumの4種である。これらアセトン-ブタノール-エタノール生産菌はソルベント生産クロストリジウム菌(英: solvent-producing clostridia)とも呼ばれる(ソルベントは英語で「溶媒」の意)。これら菌株は増殖時期により生産物を変えること(代謝転換)が知られており、対数増殖期には酢酸や酪酸を生産する（酸生成期）が、定常期に入るとアセトン、ブタノール、エタノールを生産する（ソルベント生成期)。

## 代謝経路

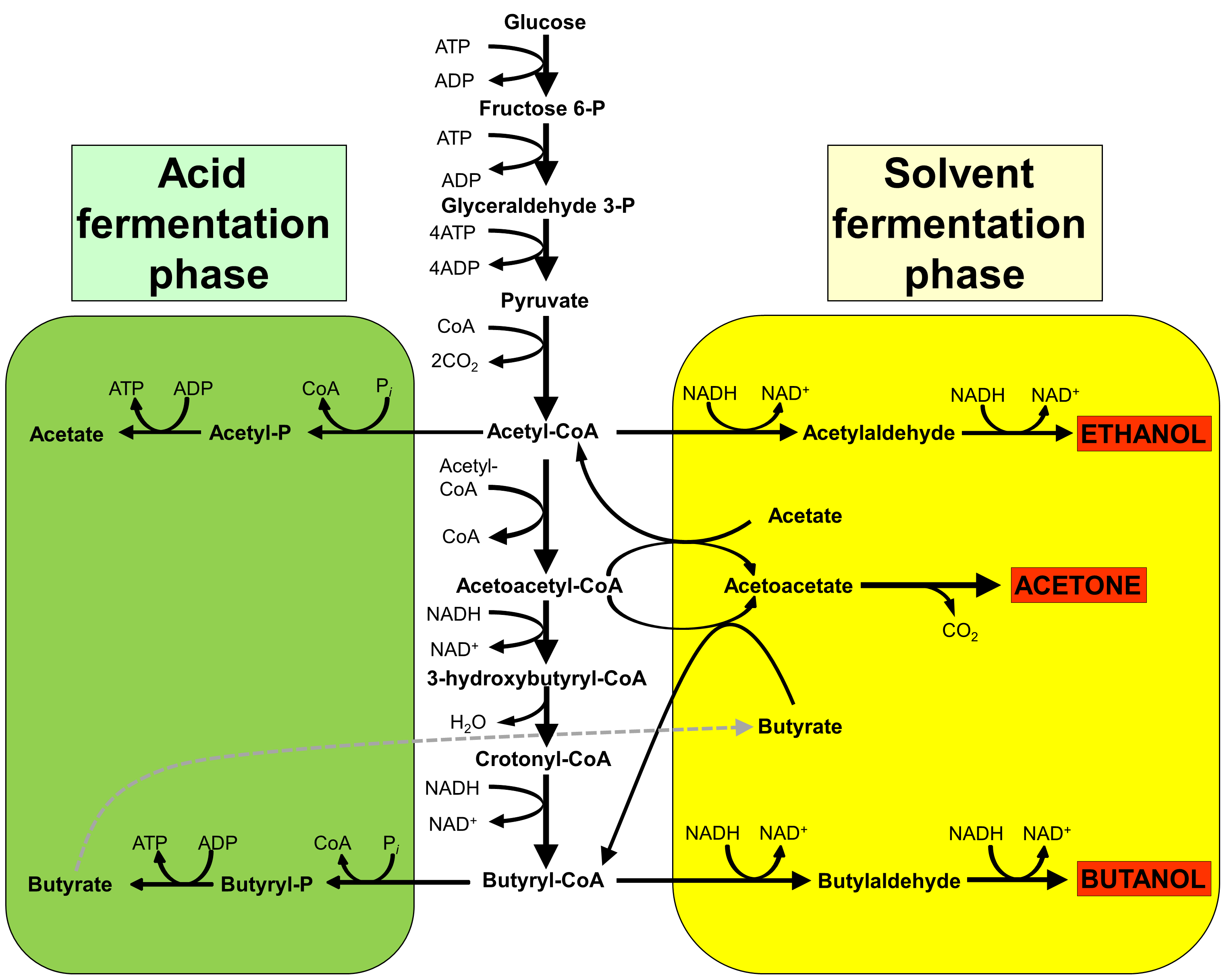
クロストリジウム属細菌によるアセトン-ブタノール-エタノール発酵の経路
緑色範囲内が酸生成期・黄色範囲内がソルベント生成期

アセトン-ブタノール-エタノール発酵の経路を右図に示す。
アセトン-ブタノール-エタノール生産菌は出発物質として糖を用いるが、酵母による糖発酵と異なり、デンプンやグルコースなどの食料としても利用されるもの以外の糖類も出発物質とすることができる。出発物質がヘキソースの場合はグルコースとして、ペントースの場合はフルクトース-6-リン酸あるいはグリセルアルデヒド-3-リン酸として、解糖系を通じてピルビン酸に変換する。
ピルビン酸はピルビン酸シンターゼ(英: pyruvate synthase)によりアセチルCoAに、続いてチオラーゼ(英: thiolase)により二量化されてアセトアセチルCoAに変換される。アセトアセチルCoAは3-ヒドロキシブチリル-CoAデヒドロゲナーゼ(英: 3-hydroxybutyryl-CoA dehydrogenase)、クロトニルCoAヒドラターゼ(英: crotonyl-CoA hydratase)、ブチリルCoAデヒドロゲナーゼ(英: butyryl-CoA dehydrogenase)による一連の酵素反応でブチリルCoAに変換される。対数増殖期(酸生成期)にはアセチルCoAとブチリルCoAからそれぞれ酢酸、酪酸が産生され、増殖と代謝に必要なATPを獲得する。
定常期(ソルベント生成期)にはそれまでに生産した酢酸および酪酸はCoAトランスフェラーゼ(英: CoA transferase)によりそれぞれアセチルCoAおよびブチリルCoAに変換される。生じたアセチルCoAはアセトアルデヒドデヒドロゲナーゼ(英: acetaldehyde dehydrogenase)によりアセトアルデヒドとなり、これがアルコールデヒドロゲナーゼ(英: ethanol dehydrogenase)によりエタノールに変換される。一方、ブチリルCoAはブチルアルデヒドデヒドロゲナーゼ(英: butyraldehyde dehydrogenase)によりブチルアルデヒドとなり、これがブタノールデヒドロゲナーゼ(英: butanal dehydrogenase)によりブタノールに変換される。また、アセチルCoAとブチリルCoAの再生産によりアセト酢酸が生じるが、これはアセト酢酸デカルボキシラーゼ(英: acetoacetate decarboxylase)により脱炭酸されてアセトンとなる。こうして産生されたエタノール、ブタノール、アセトンは最終生産物として菌体外に放出される。

### 生理学的意義
ABE発酵は、酸化的リン酸化を伴う代謝経路を持たない嫌気性クロストリジウム属細菌にとって、代謝の過程(解糖系およびピルビン酸の酸化的脱炭酸反応)で生じる余剰電子を廃棄する重要な手段である。ABE発酵による余剰電子の排出経路は次の3通りがある。
- 余剰電子はNADHの形で、菌体内でアセトアセチルCoAからブチリルCoAへの還元反応(3-ヒドロキシブチリル-CoAデヒドロゲナーゼ反応とブチリルCoAデヒドロゲナーゼ反応)で消費される。
- 酸生成期には、余剰電子は、ピルビン酸酸化の際にフェレドキシンに伝達される。余剰電子を受け取った還元型フェレドキシンはヒドロゲナーゼによって酸化され、このときに余剰電子は水素分子として菌体外に排出される。
- ソルベント生成期になると水素分子の放出は減少し、NADHはアセチルCoAおよびブチリルCoAからのエタノールおよびブタノール生成過程で還元体として消費される。

### 代謝制御機構
ソルベント生成期に水素生成が減少することから菌体内のヒドロゲナーゼ活性が制御されることが予想されており、実際、ソルベント生成期に活性が低下すること示す結果が得られたと報告された。しかし、Clostridium acetobutylicum P262およびClostridium saccharoperbutylacetonicum N1-4において、放出型ヒドロゲナーゼ遺伝子のhydAが酸生成期とソルベント生成期の両方において転写されることが確認されている。一方で、N1-4株において放出型ヒドロゲナーゼのhydAのほかに取込型のHupCBAがスクリーニングされ、これが酸生成期に発現せずにソルベント生成期になって転写が誘導されることが明らかとなった。これらのことから、酸生成期にはhydAの発現のみにより水素生成が調節されるが、ソルベント生成期になるとHupCBAの発現が誘導されることにより見かけのヒドロゲナーゼ活性が低下し、水素生成量が減少すると考えられている。

## 歴史
アセトン-ブタノール-エタノール発酵の歴史は近代細菌学の開祖であるフランスの細菌学者ルイ・パスツールの研究から始まった。パスツールはブタノール生産菌を発見し、細菌によるブタノール生産を1861年に史上初めて成功した。1905年にSchardingerが同様の方法でアセトンを生産できることを発見した。1911年にオーギュスト・フェルンバッハはジャガイモデンプンを原料に用いてブタノールの発酵生産に成功した。
ABE発酵の工業利用は、ハイム・ヴァイツマンが単離したクロストリジウム・アセトブチリクム（Clostridium acetobutylicum）を用いて1916年に始まった。ヴァイツマンはこの菌株を用いてアセトンとブタノールの工業的発酵生産方法を開発し、特許を取った。ヴァイツマンが開発した方法はアメリカ化学・生物工学工業企業Commercial Solvents Corporationのテレホート (インディアナ州)、ピオリア (イリノイ州)、リヴァプールのプラントで採用され、1920年から1964年にアセトンとブタノールの発酵生産が行われた。最大のピオリアプラントでは糖蜜が原料として使用され、9650,000ガロンの発酵槽を有していた。
日本でのABE発酵工業は1930年代前半から廃糖蜜を原料に開始された。第二次世界大戦界戦後は戦闘機の高速化のための燃料の開発にABE発酵が注目された。当時、日本では軍用航空燃料に100オクタンが要求され、大日本帝国海軍は1934年の次期艦上戦闘機の設計に際し、艦上機としての性能を要求せずに近代的高速機を注文したと言われている。当時、100オクタン燃料を生産するためには、それまでの92オクタンガソリンにイソオクタンを混入する必要があった。アメリカでは分解ガソリン製造時に生じる廃ガス成分を回収して再利用することで十分な量のイソオクタンを生産できたが、石油精製規模がより小さかった日本では同じ方法で必要量を確保できなかった。そこで、大日本帝国海軍はアセチレンからブタノール・ブタノールからイソオクタンを生産する合成プロセスを設計し、発酵法によるブタノールの製造方法を検討。寶酒造・合同酒精・大日本酒精製造の三社合同による協和化学研究所によって量産化への試みが行われたが、眠り病などの異常発酵の問題を解決するのに手間取り量産体制を整えられたのは戦後の1948年だった。
第二次世界大戦終戦後の1940年代後半から1950年代にかけて石油化学工業の発達により合成法によるブタノール生産が普及し、発酵法によるブタノール生産量は急激に減少し、1960年代には南アフリカなど一部の地域を除きABE発酵工業は行われなくなった。しかし、1970年代前半におきたオイルショックや、石油消費による二酸化炭素排出と地球温暖化の因果関係の指摘により石油化学依存の脱却が議論され始め、1980年代初頭よりABE発酵の開発が再び活発化した。現在では、再生可能なバイオ燃料としてのブタノールの生産法の一つとして研究開発が進められている。
ABE発酵を実用的にするために、その場で生成物を回収するシステムが多く開発された。それらシステムの中には、ガスストリッピング(発酵槽溶液から二酸化炭素と水素を除去するプロセス)、浸透気化法、膜抽出、吸着、逆浸透圧法などがある。